# Adula
L'Adula (3.402 m s.l.m., Rheinwaldhorn  in tedesco e Piz Valragn in romancio è la vetta più alta del Canton Ticino. Si trova al confine tra esso e il Canton Grigioni.

## Descrizione
Forma un gruppo nelle Alpi Lepontine denominato Alpi dell'Adula, di cui fanno parte la catena Medel-Terri; il gruppo dell'Adula; i Monti dello Spluga e la catena Tambò-Forcola.

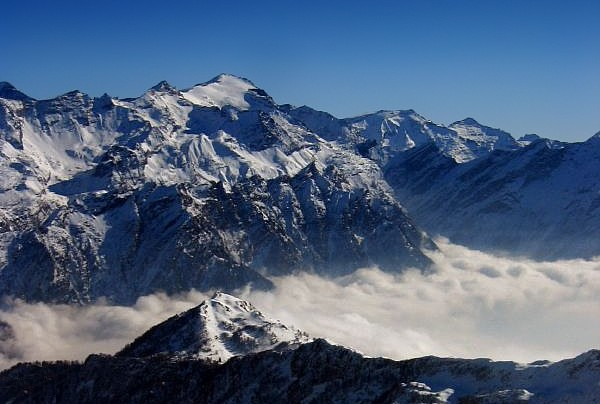
Adula: 3402 m.s.m